# Менжинский, Вячеслав Рудольфович
Вячесла́в Рудо́льфович Менжи́нский (пол. Wacław Mężyński; 19 [31] августа 1874, Санкт-Петербург — 10 мая 1934, дача «Горки-6», Архангельское Московской области) — российский революционер польского происхождения, советский партийный деятель, один из руководителей советских органов государственной безопасности, преемник Ф. Э. Дзержинского во главе ОГПУ (1926—1934), нарком финансов РСФСР (1918), писатель.

## Биография
Родился 19 (31) августа 1874 года в Санкт-Петербурге, в польской дворянской семье православного вероисповедания. Дед его был хоровой певчий. Отец, Рудольф Игнатьевич Менжинский (1835—1919) — педагог, тайный советник. Мать, Мария Александровна Шакеева, дочь инспектора Школы кавалерийских подпрапорщиков и юнкеров А. В. Шакеева. В семье были ещё старший брат Александр (1867 — не ранее 1914) и две сестры: Вера (1872—1944), ставшая впоследствии заведующей театральным отделом Наркомпроса, директором Института иностранных языков, и Людмила (11.01.1876—13.11.1933) — педагог, автор воспоминаний, заведовала Главным управлением социального воспитания Наркомпроса РСФСР, позднее — проректор Академии Коммунистического воспитания им. Н. К. Крупской — обе сестры похоронены на Новодевичьем кладбище.
В начальных классах 6-й Санкт-Петербургской гимназии Вячеслав Менжинский был одноклассником А. В. Колчака, который перешёл в Морской кадетский корпус, а Менжинский окончил гимназию в 1893 году с золотой медалью. В 1898 году он окончил юридический факультет Санкт-Петербургского университета. Вёл занятия в вечерне-воскресных школах для рабочих, в нелегальных рабочих кружках. В молодости был близок к литературно-артистической среде Серебряного века (знаком с И. Коневским, затем входил в кружок Ю. Н. Верховского), писал и печатал прозу. Повесть «Роман Демидова» опубликована в «Зелёном сборнике стихов и прозы» (1905) под одной обложкой с дебютным выступлением М. А. Кузмина, повесть «Иисус. Из книги Варавва» — в альманахе «Проталина» (1907, также при участии Кузмина).

### Первая революция

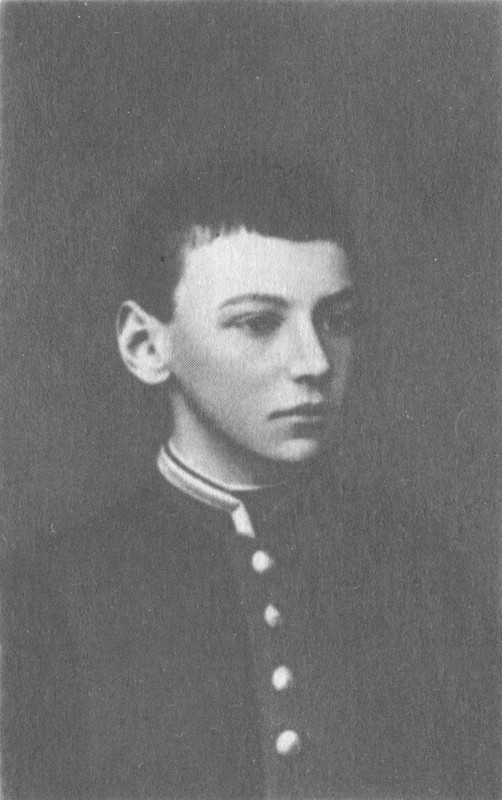
В. Р. Менжинский в 1880-е гг.

С 1902 года состоял в РСДРП, большевик. В феврале 1903 года был направлен в Ярославль, как представитель газеты «Искра», в помощь местным социал-демократам. Работал помощником правителя дел в управлении строительством Вологодско-Вятской железной дороги. Вёл революционную работу, будучи членом ярославской организации РСДРП. В это время в ней работали М. С. Кедров, Н. И. Подвойский, Нина Дидрикиль (жена Подвойского).
Менжинский вёл военный отдел, подготавливая подборки материалов о ходе Русско-японской войны из разных иностранных изданий, и был секретарём редакции независимой либеральной газеты «Северный край». В конце 1905 года редакция раскололась на два крыла, либеральное и социал-демократическое. Второе возглавил Менжинский, попытавшийся сделать газеты рупором революционеров. Кадеты-пайщики газеты воспротивились этому намерению, вручив полномочия ответственному редактору В. М. Михееву, в результате чего Менжинский и большевики ушли из редакции.
В 1905 году — член военной организации при комитете РСДРП в Петербурге и редактор большевистской газеты «Казарма». В 1906 году был арестован, через несколько месяцев освобождён из тюрьмы и бежал за границу.

### В эмиграции
С 1907 года в эмиграции, жил в Бельгии, Швейцарии (Цюрихе и Женеве).
Сотрудничал в газете «Пролетарий», вместе с редакцией которого переехал в Париж. Слушал лекции в Парижском университете, занимался самообразованием, изучал языки (всего владел 19 языками). В это время Менжинский входил в группу «Вперёд», читал лекции в школе этой группы в Болонье.
С 1915 года работал в банке «Лионский кредит».

### Революция и гражданская война

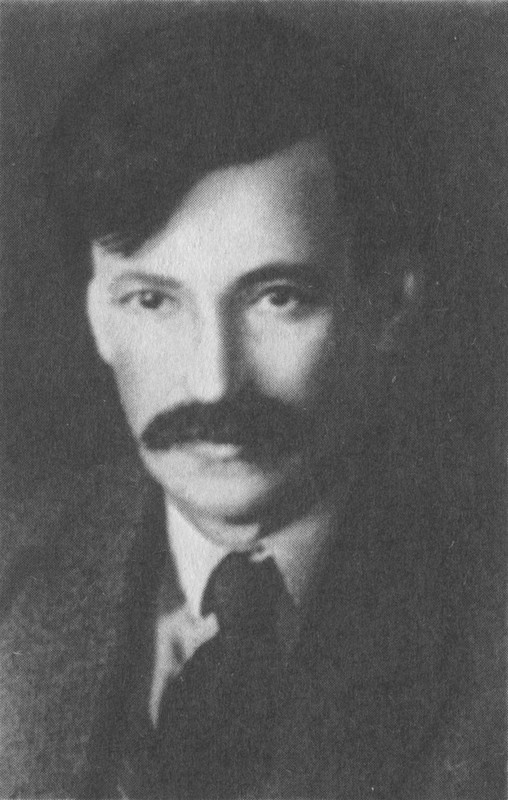
В. Р. Менжинский. 1917 г.

После Февральской революции через Лондон вернулся в Россию. Вместе с А. Ф. Ильиным-Женевским редактировал газету «Солдат».
Во время Октябрьской революции — член петроградского военно-революционного комитета, комиссар ВРК в Госбанке. Был назначен заместителем наркома финансов (фактически исполнял обязанности наркома, так как назначенный наркомом И. И. Скворцов-Степанов к работе не приступал). В январе — марте 1918 года занимал пост наркома финансов. При участии Менжинского проводилась национализация банков и жёсткая борьба с забастовкой банковских служащих (вплоть до увольнения саботажников).
В марте 1918 года, когда советское правительство переехало в Москву, Менжинский по решению ЦК остался работать в Петрограде. Руководил уголовным сектором комиссариата юстиции Петроградской трудовой коммуны и принимал активное участие в работе Петроградской ЧК. В состав ВЧК Менжинский был введён 8 (21) декабря 1917 года.
Затем в 1918 году Менжинский некоторое время занимал пост советского консула в Берлине. Известно обращение В.Р. Менжинского, полученное 24 мая 1918 года, которое было отнесено главой советского государства к числу "сердитых и пессимистических писем". В октябре 1918 года вёл переговоры о поставке германского угля в Петроград. Вернулся из Германии после разрыва дипотношений 5 ноября 1918 года.
Дочь Адольфа Иоффе, бывшего в 1918 году полпредом РСФСР в Германии, впоследствии вспоминала о работавшем тогда там же Менжинском: «человек он был малоразговорчивый, мрачный и необыкновенно вежливый — даже со мной (двенадцатилетней девочкой — Прим.) разговаривал на „вы“». Она также отмечала что Дзержинский, появившийся в то же время ненадолго в Берлине, «много разговаривал с нашим генеральным консулом Менжинским».
В 1919 — году нарком Рабоче-крестьянской инспекции Украины.
В органах ВЧК с 15 сентября 1919 года — особоуполномоченный Особого отдела и член Президиума, заместитель, а затем с 20 июля 1920 по июль 1922 — начальник Особого отдела. Ему же подчинили реорганизованный в самостоятельный из находившегося до этого при Особом отделе образованный в декабре 1920 года Иностранный отдел ВЧК.
Особый отдел стал основой созданного приказом ВЧК от 14 января 1921 г. Секретно-оперативного управления (СОУ) ВЧК, в состав которого также вошли информационный, секретный, оперативный и иностранный отделы, руководителем СОУ был назначен В. Р. Менжинский.
С 1923 года — первый заместитель председателя ОГПУ Дзержинского.

### Председатель ОГПУ
20 июля 1926 года умер Дзержинский. Председателем ОГПУ стал Менжинский. На период, в который он занимал пост председателя ОГПУ, приходится «великий перелом» — политический курс Сталина, заключавшийся в сворачивании НЭПа в пользу коллективизации в сельском хозяйстве и индустриализации экономики.
В июле 1927 года преемником Менжинского в должности начальника Секретно-оперативного управления стал Генрих Ягода.
В 1931 году в ОГПУ была создана система исправительно-трудовых лагерей, в рамках которой осуждённые направлялись на крупные стройки, лесозаготовительные и добывающие предприятия, как народно-хозяйственных, так и созданных в системе ГУЛАГ. В числе крупных строек с заметным участием осуждённых были строительство Беломорканала (1931—1933) и канала Москва — Волга (1932—1937).

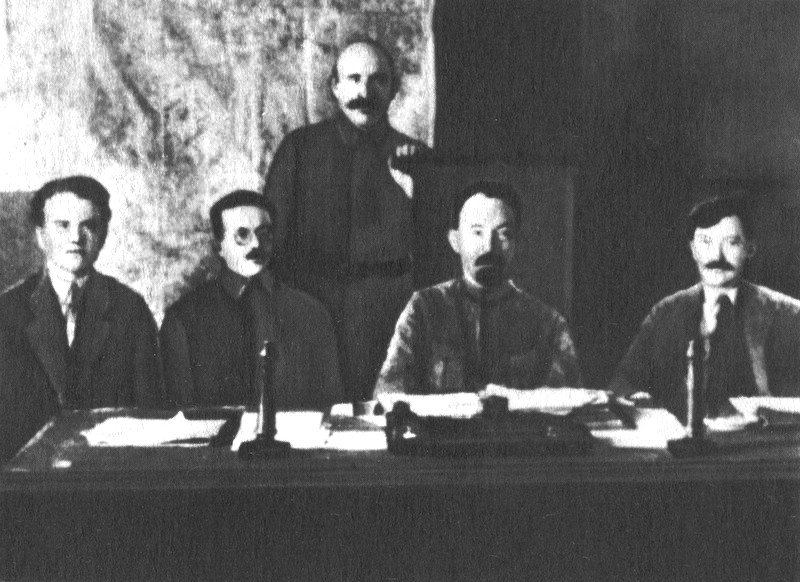
Члены коллегии ВЧК (слева направо) Я. X. Петерс, И. С. Уншлихт, А. Я. Беленький (стоит), Ф. Э. Дзержинский, В. Р. Менжинский. 1921 г.

В этот же период проводятся процессы по делам, которые вело ОГПУ, сопровождающимся чистками в различных областях народного хозяйства: Шахтинское дело (1928, угольная промышленность), дело Трудовой крестьянской партии (1929, сельское хозяйство), дело Промпартии (1930, промышленность), дело Союзного бюро меньшевиков (1931, бывшие меньшевики).
На период председательства Менжинского в ОГПУ приходится начало организации особых закрытых научных и конструкторских организаций («шарашек»), в которых заключённые учёные и инженеры создавали образцы новой техники. В 1930 году в помещении Бутырской тюрьмы было организовано ЦКБ-39, которое возглавил А. Г. Горянов-Горный (Пенкнович). В этом Центральном конструкторском бюро авиаконструкторы Д. П. Григорович и Н. Н. Поликарпов разрабатывали истребители. Осуждённый по делу Промпартии Л. К. Рамзин в заключении разработал прямоточный котёл.
В. Р. Менжинский установил рекорд длительности пребывания на посту главы спецслужб сталинской эпохи — 8 лет.
На XV съезде ВКП(б) Менжинский выступил с сообщением о связях работников нелегальной оппозиционной троцкистской типографии с контрреволюционерами-белогвардейцами. На съезде Менжинский был избран членом ЦК ВКП(б). В 1927—1928 годах ОГПУ выслало из Москвы крупных членов оппозиции (около 150 человек). При Менжинском были созданы политизоляторы, в которых находились наиболее экстремистски настроенные деятели небольшевистских партий и оппозиционеры из ВКП(б).

### Последние годы
В последние годы жизни глава ОГПУ тяжело болел и долгое время был прикован к постели, проводя коллегии на дому. Сохранились свидетельства о том, что он проводил собрания оперативников, лёжа на диване. У шефа госбезопасности было больное сердце. Вдобавок к этому давали о себе знать травмы, полученные в результате аварии в Париже во время эмиграции (Менжинский тогда попал под машину) (подробнее см. ниже ).

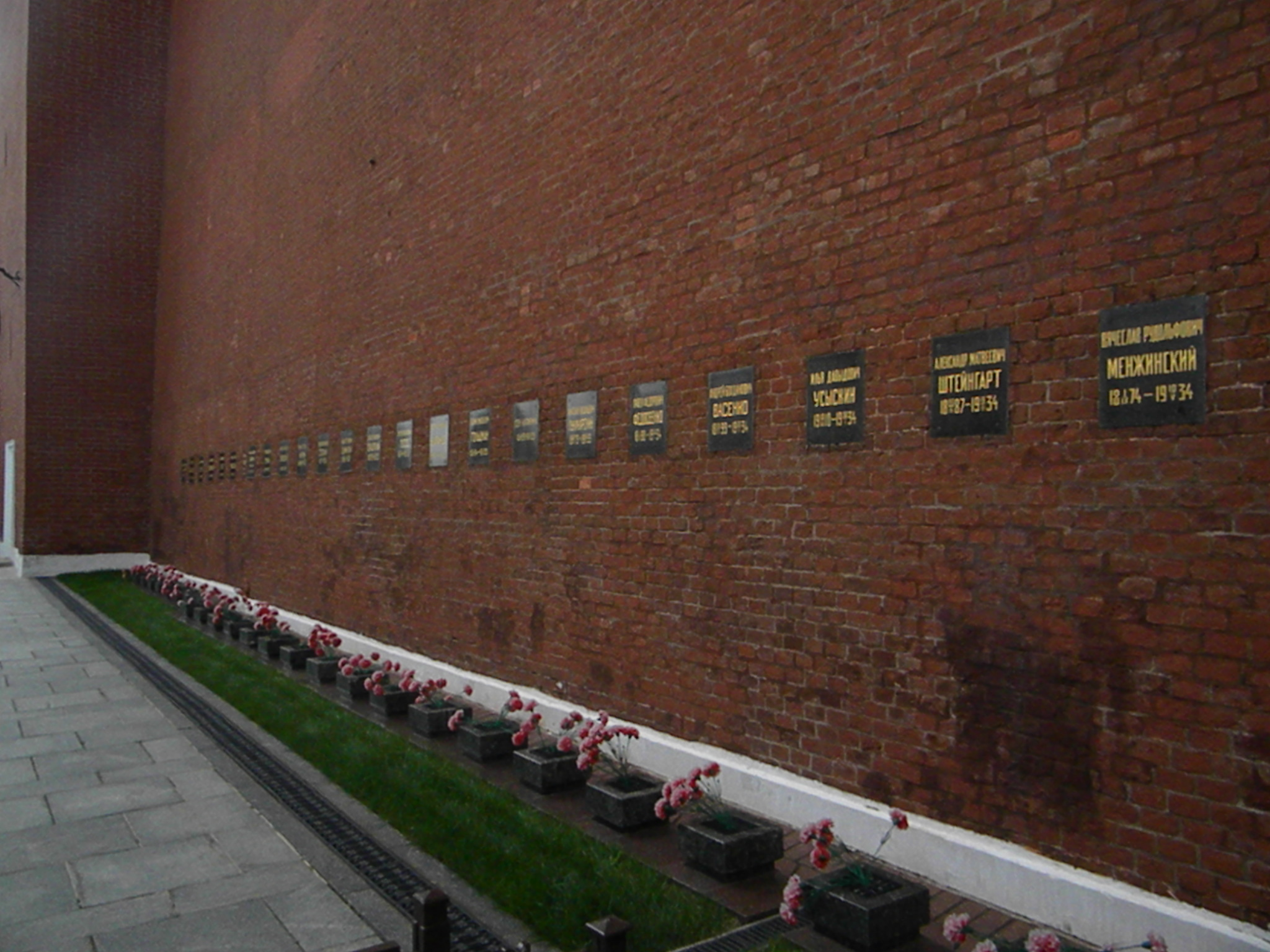
Надгробная плита в Кремлёвской стене

Менжинский скончался 10 мая 1934 года. Был кремирован, прах помещён в урне в Кремлёвской стене на Красной площади в Москве. В том же году ОГПУ было преобразовано в ГУГБ НКВД СССР, а преемник Менжинского Г. Г. Ягода стал также наркомом внутренних дел.
В 1938 году на Третьем московском процессе было заявлено, что Менжинский был умерщвлён в результате неправильного лечения по приказу Ягоды по заданию правотроцкистского блока.

## Здоровье и привычки
На начало 1920-х годов Менжинский страдал дегенеративным остеопорозом позвоночника (результат травмы, полученной в результате аварии в Париже). В молодости перенёс скарлатину, дифтерию и тиф. Страдал частыми ангинами, атеросклерозом, мигренями, аритмией дыхания и почечной инфекцией; имел увеличенное сердце. При росте 175 см весил около 100 кг. Выкуривал в день от 50 до 70 папирос. Страдал бессонницей: спал не более 5 часов в сутки. Ленин называл Менжинского «мой невротик-декадент».
В своём очерке «Менжинский» Роман Гуль писал, что, «Менжинский, в противоположность Дзержинскому, был и образован и умен. Но ум и душа были нездоровы. Менжинский был натурой замкнутой, одиночной и тяжело больной. <…> Ясно только, что путь в революцию наряду с другими „сложностями“ души был несомненно обусловлен и непомерным честолюбием, раскольниковской жаждой „выйти из своего состояния ничтожества“, что, кстати, подтверждает и Троцкий».

## Награды
- Орден Красного Знамени[10].

## Память
В честь Менжинского названы:

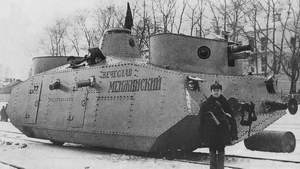
Моторизованный броневой вагон, модель Д-1, 2-я дивизия войск НКВД

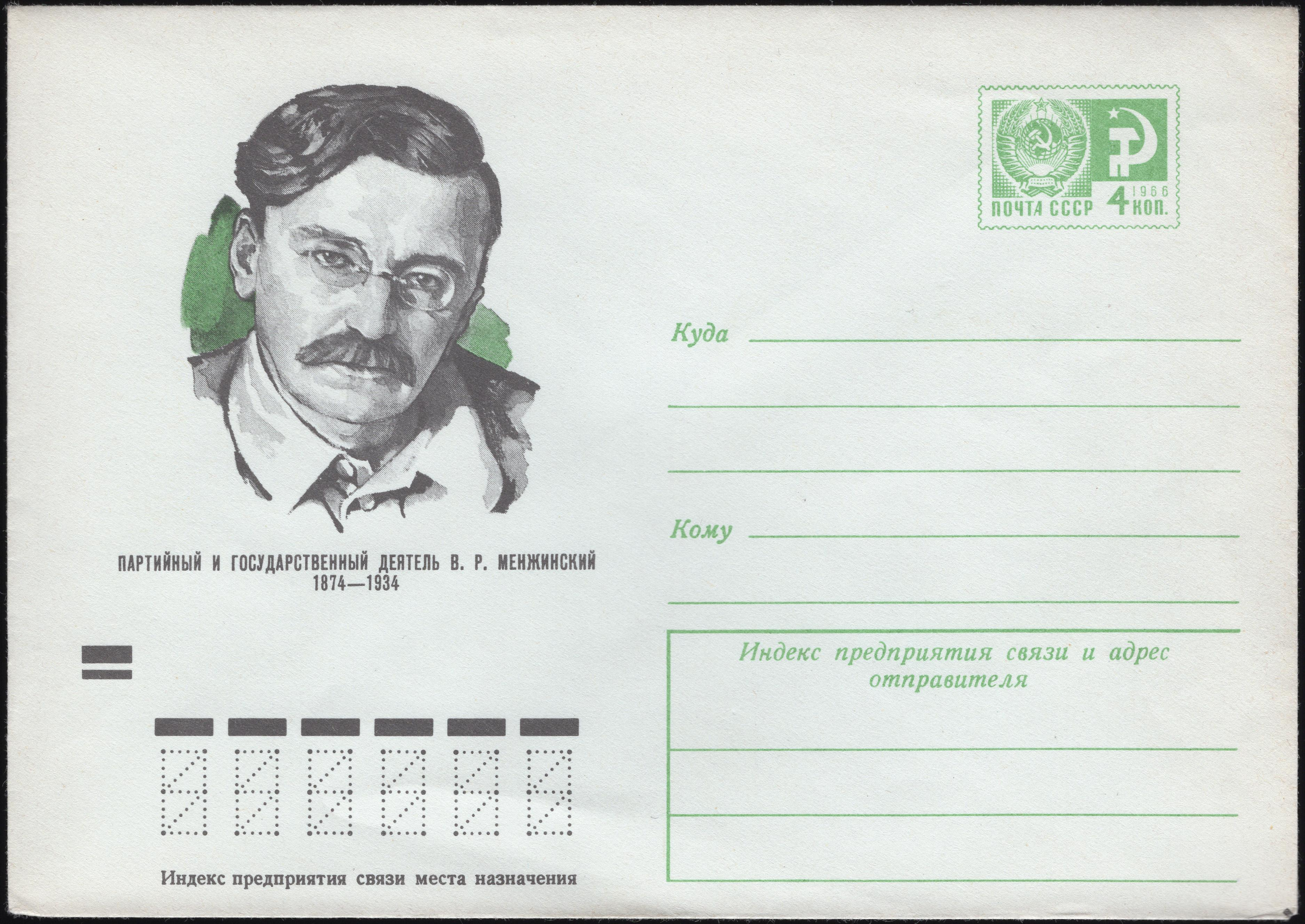
Художественный маркированный конверт СССР, 1974 год

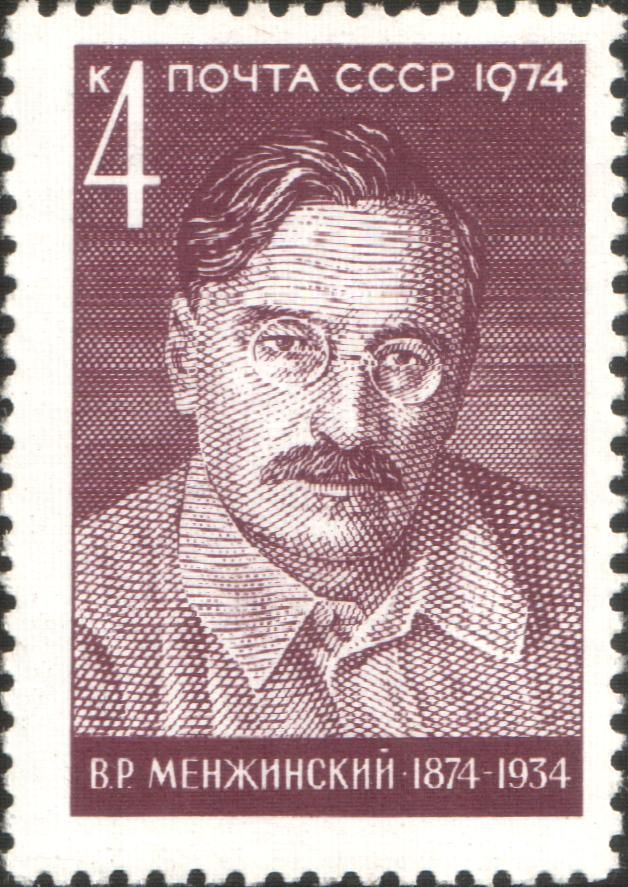
Почтовая марка СССР, 1974 год

- множество улиц в населённых пунктах бывшего СССР;
- посёлок Менжинец в городском округе Мытищи Московской области;
- посёлок Менжинский в Ставропольском районе Самарской области;
- село Менжинское в Сладковском районе Тюменской области;
- Московский авиационный завод № 39;
- 17 августа 1934 года имя Вячеслава Менжинского присвоено Третьей школе пограничной охраны и войск ОГПУ;
- Уссурийскому (Иманскому) пограничному отряду в городе Дальнереченск было присвоено имя В. Р. Менжинского[11];
- моторизованный броневой вагон, модель Д-1, 2-я дивизия войск НКВД, носили имя Вячеслава Менжинского;
- пограничный сторожевой корабль проекта 264А «Менжинский» (1958—1983).

## Семья
Был трижды женат:

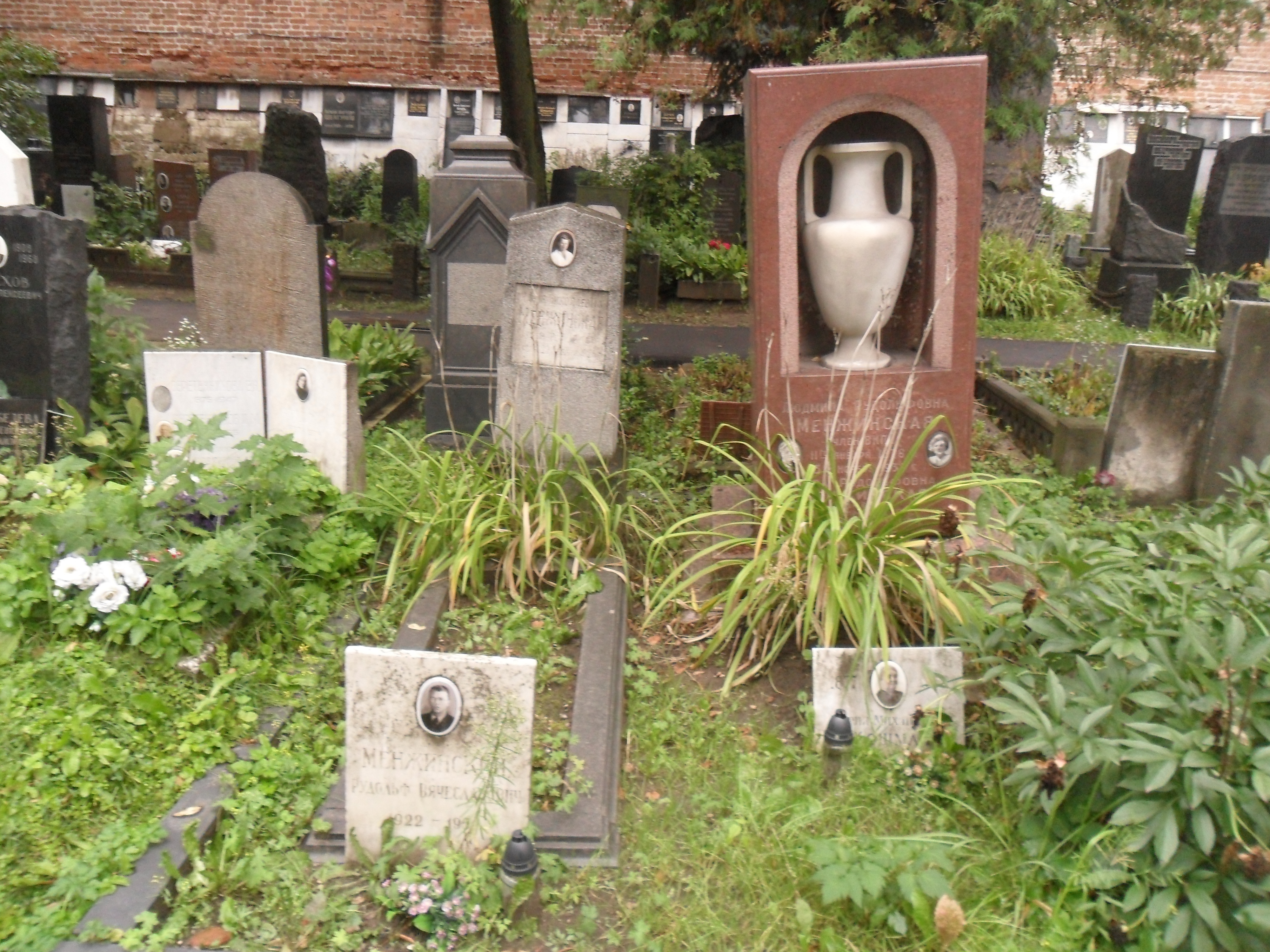
Могила сына и сестёр Менжинского на Новодевичьем кладбище.

В первый раз (с 1900 года) — на Юлии Ивановне (урожд. фон Бурзи, 1875—1947), писательнице, переводчице, дочери генерал-лейтенанта Ивана Карловича фон Бурзи. Дети: Юрий (1901—1942; погиб на фронте во время Великой Отечественной войны), Екатерина (1905—после 1948), биохимик.
Вторая жена — Мария Николаевна, урожд. Васильева (ум. 22 ноября 1925 г., похоронена на Новодевичьем кладбище, дочь врача-инфекциониста Н. П. Васильева, сестра антропософа Петра Николаевича Васильева), в браке родился сын.
Третья жена — Алла Семёновна Адова (1907—1966), — работала инженером Центрального аэрогидродинамического института им. Н. Е. Жуковского (ЦАГИ). У неё от Менжинского был сын Рудольф (1927—1951), дипломат, умерший молодым при невыясненных обстоятельствах.

## Киновоплощения
- Выведен в начальных фильмах телесериала «Государственная граница» (1980—1984). В роли Августин Милованов
- В фильме «Крах» (1968). В роли Ефим Копелян
- В фильме «20 декабря» (1981). В роли Леонид Неведомский
- В фильмах «Синдикат-2» (1981) и «Покушение на ГОЭЛРО» (1986). В роли Антанас Барчас
- В телесериале «Власик. Тень Сталина» (2015). В роли Владислав Ветров
- «Staline-Trotsky: Le pouvoir et la révolution» (1979). В роли Морис Гаррель.
- Эпизод в фильме «Враг народа — Бухарин» (1991).

## Литературные труды
- Роман «Роман Демидова» (из сборника различных авторов «Зелёный сборник стихов и прозы», 1905 г.)
- Рассказы «Иисус» и «Из книги Варавва» (из альманаха различных авторов «Проталина», 1907 г.)

## Фото

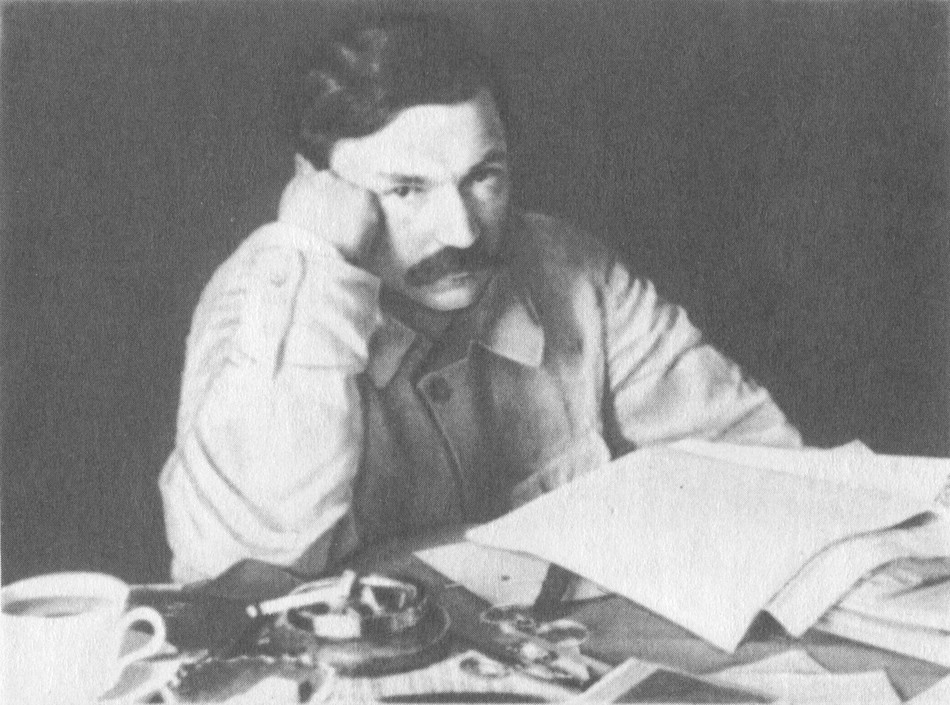
В. Р. Менжинский — председатель ОГПУ — в рабочем кабинете. 1926 г.
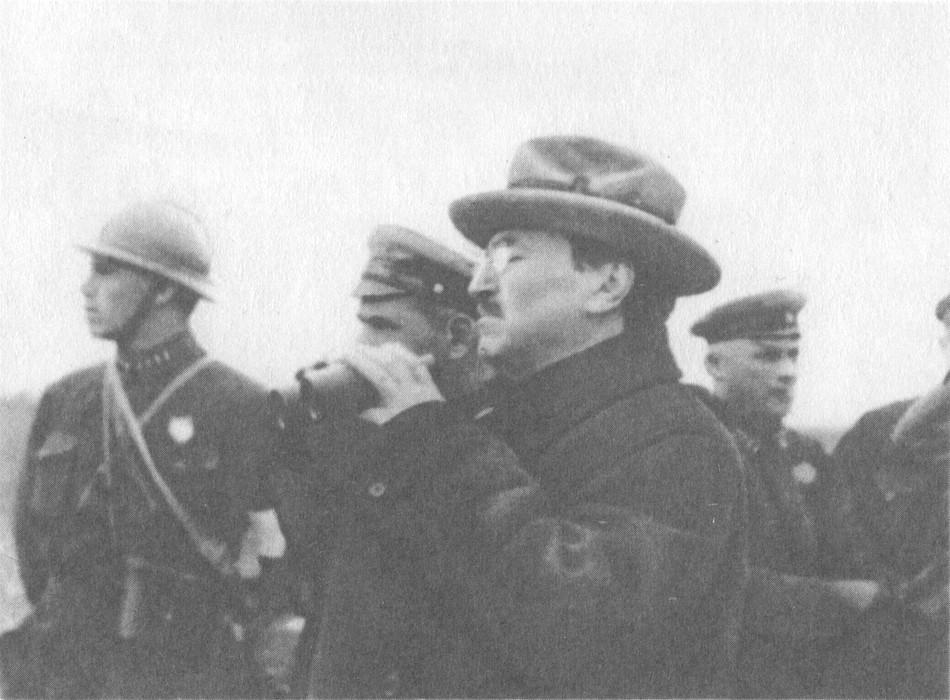
В. Р. Менжинский на манёврах войск Московского военного округа. 1928 г.
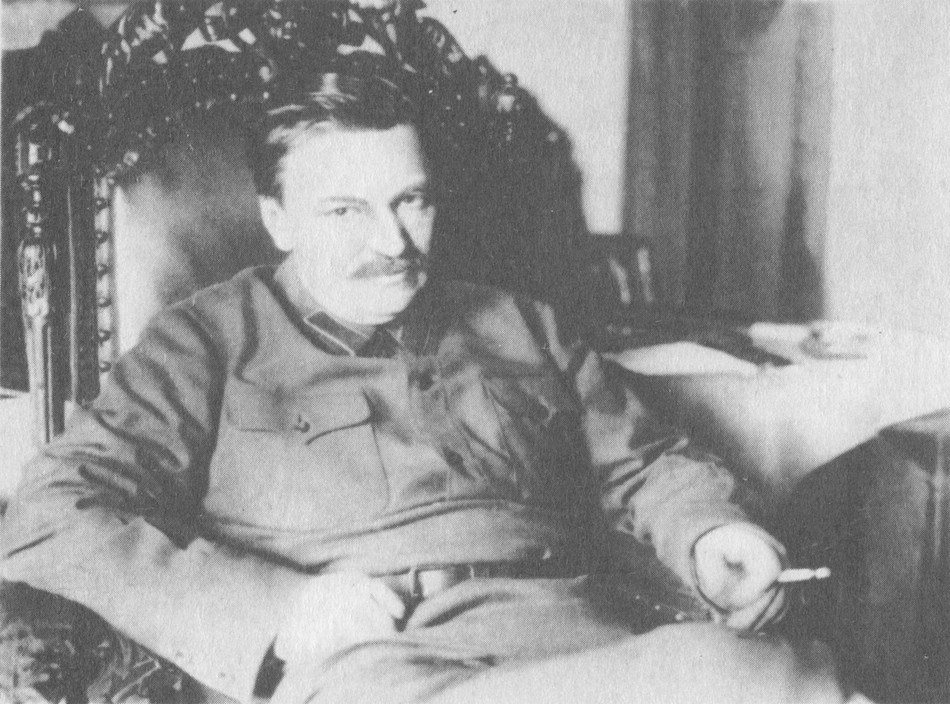
Последний снимок В. Р. Менжинского. 1933 г.
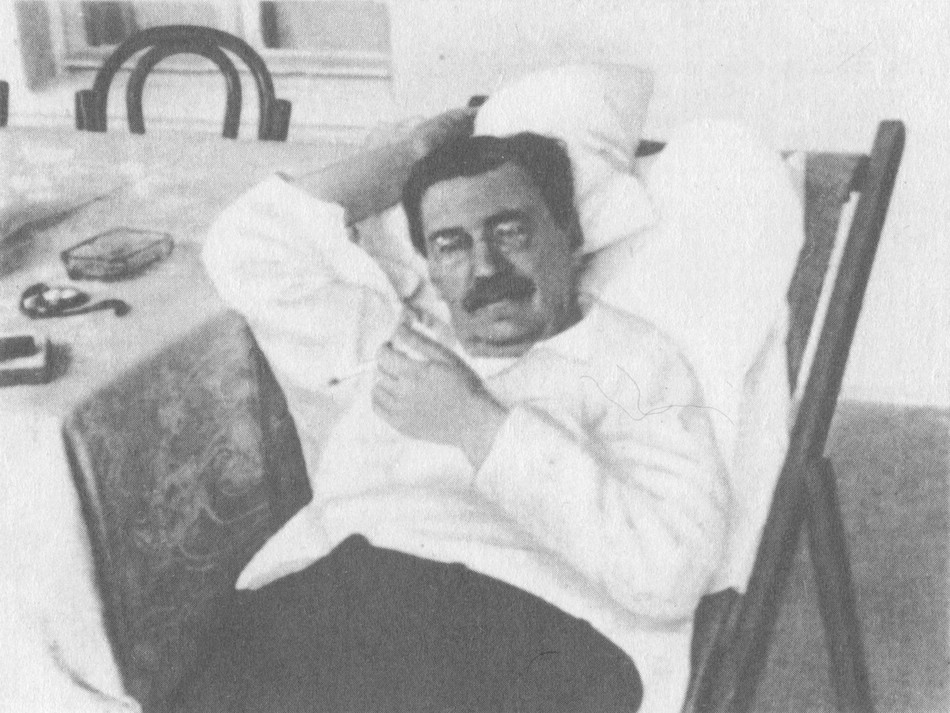
В. Р. Менжинский